# Ray Kay
Ray Kay, pseudonimo di Reinert K. Olsen (Haugesund, 10 luglio 1978), è un regista e fotografo norvegese.
Deve la sua fama ai videoclip da lui diretti, noti per la loro vena cinematografica.

## Biografia
Vive a Los Angeles dove lavora in una compagnia artistica nota come Rockhard Films. Ha lavorato con artisti come Beyoncé, Amerie, Sean Paul, Destiny's Child, Enrique Iglesias, Lady Gaga, Christina Milian, Backstreet Boys, Ciara, Monica, Fantasia Barrino, Nick Lachey, Trick Daddy, Snoop Dogg, Lil Jon, Ghostface, Mel C e Britney Spears.
Ray Kay è inoltre un promettente fotografo, autore di svariati scatti artistici: per lui hanno posato Christina Milian, i Backstreet Boys e Mýa.

## Videoclip

### 2012
- Nicole Scherzinger - "Boomerang"
- Girls Aloud - "Something New"
- Duchess - "Come Check My Style"
- Havana Brown feat Pitbull - "We Run the Night"
- Adam Lambert - "Better Than I Know Myself"
- Aura Dione - "Friends"
- Nelly Furtado - "Parking Lot"

### 2011
- Jessie J - Domino
- Aura Dione - Geronimo
- Gloria Estefan - Wepa
- Kristian Valen - Letting Go
- Steven Tyler - (It) Feels So Good
- Britney Spears - Till the World Ends
- Sekar - Starry Eyed
- Slimmie Hendrix - "Stuntman"
- Lara Scandar - "Chains"
- Bera - "Favorite Things"
- Vika - No Breaking Me Down

### 2010
- Willow Smith - "Whip My Hair"
- Flo Rida ft Akon - "Who Dat Girl"
- James Blunt - "Stay The Night"
- Jeremih ft Ludacris - "I Like"
- Alesha Dixon - "Drummer Boy"
- Range ft Rick Ross - "Ghetto Dance"
- Orianthi - "Shut Up & Kiss Me"
- Sean Kingston ft Justin Bieber - "Eenie Meenie"
- Benny Benassi ft Kelis, apl.de.ap & Jean Baptiste - "Spaceship"
- Victoria Krutoy - "Falling" Co-director with Sequoia B
- Justin Bieber ft Ludacris - "Baby"
- Alex Gardner - "I'm Not Mad"
- Shontelle - "Licky (Under the Covers)"

### 2009
- Cheryl Cole - "Fight for This Love"
- Adam Lambert - "For Your Entertainment"
- Mini Viva - "I Wish"
- Lara Scandar - "Mission is you"
- Mini Viva - "Left My Heart in Tokyo"
- Brigitte Yaghi - "Omri"
- Sean Paul - "So Fine"
- Amerie - "Why R U?"
- Kristinia DeBarge - "Goodbye"
- Paradiso Girls ft. Eve & Lil Jon- "Patron Tequila"
- RichGirl - "He Ain't Wit Me Now (Tho)"
- Justin Bieber - "Baby"
- Chrisette Michele ft. Ne-Yo - "What You Do"
- Jada - "American Cowboy"
- Flipsyde - "When It Was Good"
- Chrisette Michele - "Epiphany"
- Ryan Star - "Last Train Home"
- The-Dream - "Rockin' That Thang"
- Enrique Iglesias & Ciara - "Takin' Back My Love"
- Christina Milian - "Us Against The World"

### 2008
- Trey Songz - "Last Time"
- Sean Kingston ft Juelz Santana & Elan - "There's Nothin'"
- Kat DeLuna ft Busta Rhymes & Don Omar - "Run The Show"
- Sirens ft Najee - "Club LA LA"
- Jordin Sparks - "One Step at a Time"
- Donnie Klang & Diddy - "Take You There"
- Lady Gaga - "Poker Face"
- Jadakiss & Ne-Yo- "By My Side"
- LMFAO - "I'm in Miami Beach"
- Mira Craig - "I'm The One"

### 2007
- LAX / Kali Girls - "Forget You"
- Beyoncé - "Freakum Dress"
- Sterling Simms - "Nasty Girl"
- Pittsburgh Slim - "Girls Kiss Girls"
- Jagged Edge ft Ashanti & Jermaine Dupri- "Put a Little Umph in It"
- The-Dream ft Fabolous -"Shawty Is a 10"
- Backstreet Boys-"Inconsolable"
- Lucy Walsh-"So Uncool" ver. 2
- I Nine-"7 Days of Lonely"
- Johntá Austin-"The One That Got Away"

### 2006
- Ghostface Killah ft Ne-Yo - "Back Like That"
- Christina Milian ft Young Jeezy - "Say I"
- Black Buddafly ft Fabolous - "Bad Girl"
- Nick Lachey - "What's Left of Me"
- Cassie - "Me & U"
- Nick Lachey - "I Can't Hate You Anymore"
- Monica ft. Dem Franchise Boyz - "Everytime tha Beat Drop"
- One Chance ft D4L - "Look at Her"
- Johntá Austin ft Jermaine Dupri - "Turn It Up"
- Paula DeAnda - "Walk Away (Remember Me)"
- Stacie Orrico - "So Simple"
- Jamelia - "Beware of the Dog"
- Fantasia ft Big Boi - "Hood Boy"

### 2005
- Mark Morrison ft Tanya Stephens - "Dance For Me"
- Melanie C - "Next Best Superstar"
- Natalie - "Goin' Crazy
- Pretty Ricky - "Grind With Me"
- Mario - "Here I Go Again"
- Frankie J - "How To Deal"
- Teairra Marí - "Make Her Feel Good"
- Mashonda ft Snoop Dogg - "Blackout"
- Pretty Ricky - "Your Body"

### 2004
- 2Play - "It can't be right"
- Monroe - "Smile"
- Kleen Cut - "Hands up"
- Shifty - "Slide Along Side"
- Sirens - "Baby (Off The Wall)"
- Christina Milian ft Joe Budden - "Whatever U Want"
- Nivea ft Lil Jon & Youngbloodz - "Okay"
- Raghav - "Attraction / Angel Eyes"
- Destiny's Child featuring T.I. and Lil Wayne - "Soldier"
- Duchess - "Come check my style"
- Rouge - "Don't be shy"
- Trick Daddy ft Lil Kim & Cee-Lo - "Sugar (Gimme Some)"

### 2003
- Anne Lingan - "Kicking you out"
- Venke Knutson - "Panic"
- Kurt Nilsen - "She's so high"
- Melanie C - "Yeh Yeh Yeh"
- Speedway - "Save Yourself"
- Lene V - Commercial spots
- Black Diamond Brigade - "Black Diamond"
- Winta & Anton Gordon - "Hot Romance (Rok With U)"
- Coree - "I don't give a damn"
- Winta - "I want you" 	November 2003

### 2002
- Equicez - "Live from Passit"
- Lene V - Commercial spot
- Paperboys - "Barcelona"
- Sport 1 - Commercial spots
- D'lay - "Run Away"
- Ann-Louise - "Can you tell me"
- Winta - "Emotions"
- gil bonden - "Shine"
- D'sound - "Do I need a reason"

### 2000
- Voodoobeats - "The One"